# 新村聡
新村 聡（にいむら さとし、1953年 - ）は、日本の経済学者。岡山大学名誉教授。岡山大学社会文化科学研究科特命教授。専攻は経済学史、福祉思想史、経済理論。
東京生まれ。1971年麻布高等学校卒業。1975年東京大学経済学部卒業。1982年東京大学大学院経済学研究科博士課程単位取得退学。1996年「経済学の成立 : アダム・スミスと近代自然法学」で博士（経済学）（東京大学）。
1983年岡山大学経済学部助手、1984年講師、1986年助教授、1993年教授、2006年同大学大学院社会文化科学研究科教授。2018年退職、岡山大学名誉教授。2020年から2021年まで神奈川大学非常勤講師を務めた。

## 著書

### 単著
- 『経済学の成立――アダム・スミスと近代自然法学』（岡山大学経済学部［岡山大学経済学研究叢書］、1994年／御茶の水書房［岡山大学経済学研究叢書］、1994年）

### 共著
- 『労働価値論とは何であったのか――古典派とマルクス』（米田康彦、出雲雅志、深貝保則、有江大介、土井日出夫共著、創風社、1988年）
- 『経済学の歴史――市場経済を読み解く』（中村達也、八木紀一郎、井上義朗共著、有斐閣［有斐閣アルマ］、2001年）

### 編著
- 『介護福祉士のための教養学 6 介護福祉のための経済学』（編、弘文堂、2008年）
- 『古典から読み解く経済思想史』（経済学史学会、井上琢智、栗田啓子、田村信一、堂目卓生、若田部昌澄共編、ミネルヴァ書房、2012年）
- 『平等の哲学入門』（田上孝一共編著、社会評論社、2021年）